# 加布杜拉·卡尔扎巴耶夫
加布杜拉·沙尔卡罗维奇·卡尔扎巴耶夫（俄语：Габдулла Шалкарович Каржаубаев，1904年11月7日—1985年5月15日），哈萨克族，苏联党和国家领导人。曾任哈共中央第三书记，哈萨克苏维埃社会主义共和国最高苏维埃主席，哈共东哈萨克斯坦州委第一书记，阿拉木图州州长等职务。

## 生平
- 1904年11月7日出生于沙俄阿克莫林斯克州第15村。
- 1924年-1925年5月，阿克莫林斯克州阿特巴萨尔市检察官助理。
- 1925年5月-1927年12月，卡萨克派第16区法院法官。
- 1927年12月-1929年5月，阿克莫拉州卡萨克派工厂学校教师。
- 1929年5月-1930年9月，卡萨克派第16区法院法官。
- 1930年9月-12月，哈萨克自治苏维埃社会主义共和国阿扎特地区集体农场联盟主席。
- 1930年12月-1931年8月，哈萨克自治苏维埃社会主义共和国斯大林区政府秘书。
- 1931年8月-9月，卡拉干达煤炭公司助理测量师。
- 1931年9月-1932年5月，塞米巴拉金斯克矿业测量培训班学习。
- 1932年5月-1934年11月，卡拉干达煤炭公司助理测量师。
- 1934年11月-1935年8月，斯维尔德洛夫斯克地质与水文技术学院学习。
- 1935年8月-1936年1月，卡拉干达第33,34号矿井测量师。
- 1936年1月-4月，斯维尔德洛夫斯克地质与水文技术学院学习。
- 1936年4月-1940年2月，卡拉干达第33,34号矿井总测量师、助理工程师。1937年加入联共（布）。
- 1940年2月-5月，哈共（布）卡拉干达州委指导员。
- 1940年5月-1941年11月，哈共（布）中央煤炭工业部指导员。
- 1941年11月-1943年2月，哈共（布）中央煤炭工业部部长。
- 1943年2月-8月，哈共（布）中央煤炭工业部书记。
- 1943年8月-1945年7月，哈共（布）中央煤炭工业部副书记。
- 1945年7月-1947年2月，哈共（布）中央燃料和能源工业部部长兼副书记。
- 1947年3月-1949年2月，哈共（布）中央第三书记。
- 1949年3月-1952年9月，哈共（布）中央委员会书记。
- 1951年3月-1955年3月，哈萨克苏维埃社会主义共和国最高苏维埃主席。期间，1952年9月-1955年11月，哈共东哈萨克斯坦州委第一书记。
- 1955年-1957年，苏共中央高级党校学习。
- 1957年-1959年4月，阿拉木图州州长。
- 1959年-1976年，苏蒙友好协会哈萨克分会理事长。期间，1959年4月-1962年，哈萨克苏维埃社会主义共和国最高苏维埃主席团书记。1962年-1963年，哈萨克苏维埃社会主义共和国移民安置及社会保障局局长。1963年-1968年，哈萨克苏维埃社会主义共和国外交部秘书长。
- 1968年起退休。
- 1985年5月15日于阿拉木图逝世，享年80岁。

卡尔扎巴耶夫是苏共19大代表，第3-4届苏联最高苏维埃民族院代表，第3-5届哈萨克苏维埃社会主义共和国最高苏维埃代表。

## 荣誉
- 一级卫国战争勋章
- 两次劳动红旗勋章
- 荣誉勋章